# Rachia nodyna
Rachia nodyna är en fjärilsart som beskrevs av Swinhoe 1907. Rachia nodyna ingår i släktet Rachia och familjen tandspinnare. Inga underarter finns listade.